# Есенгельды (Карагандинская область)
Есенгельды (каз. Есенгелді) — село в Абайском районе Карагандинской области Казахстана. Административный центр Есенгельдинского сельского округа. Код КАТО — 353241100.

## Население
В 1999 году население села составляло 1039 человек (513 мужчин и 526 женщин). По данным переписи 2009 года, в селе проживало 909 человек (467 мужчин и 442 женщины).